# Sacrario Francese di Pederobba
Il Sacrario Francese di Pederobba è un monumento commemorativo situato lungo la Strada Statale SS348, tra Treviso e Feltre, nel comune di Pederobba, provincia di Treviso. Inaugurato il 6 giugno 1937, questo sacrario rappresenta un tributo ai soldati francesi caduti durante la prima guerra mondiale, in particolare quelli appartenenti alla 47ª divisione francese.

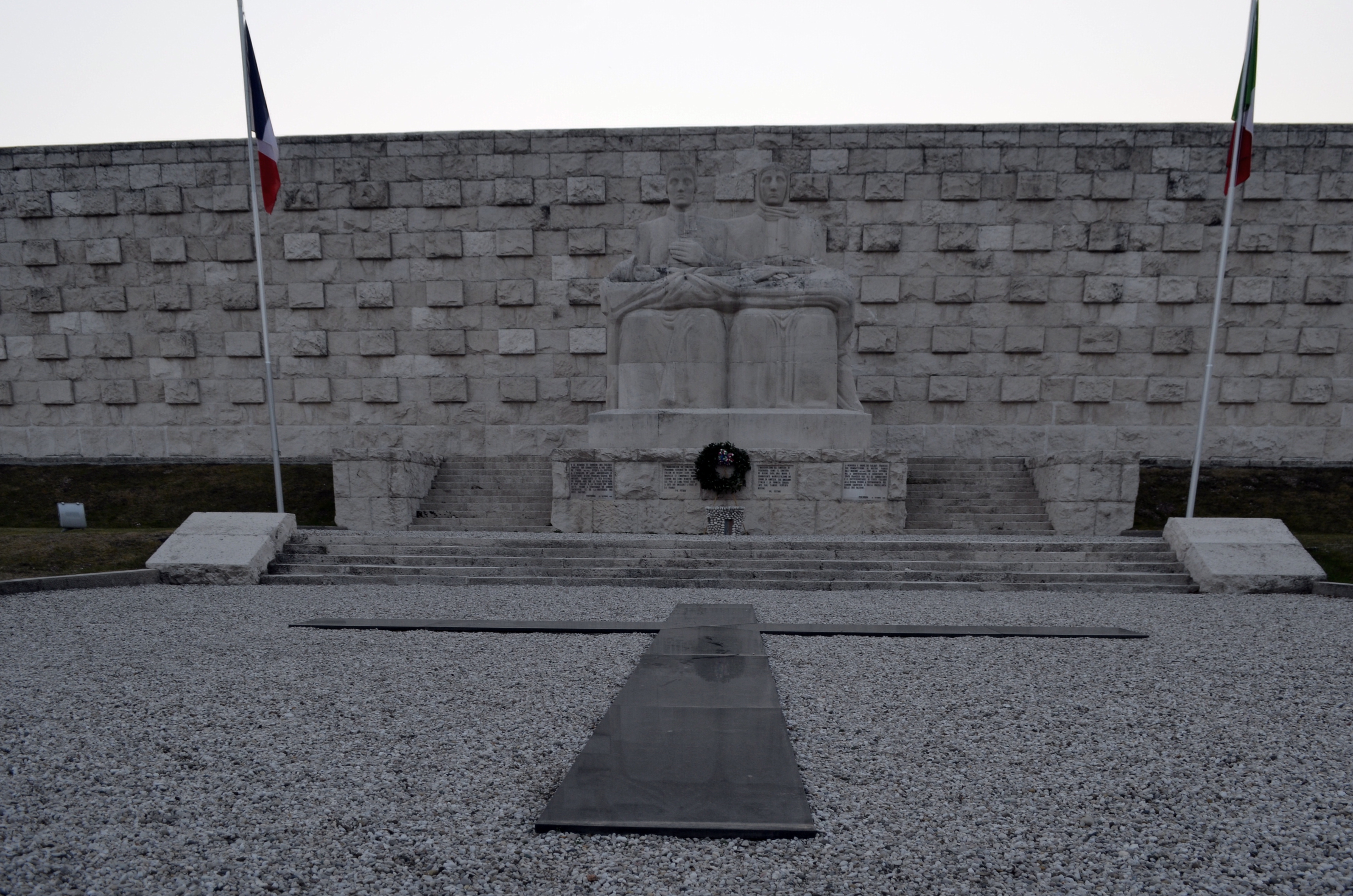
Ossario Francese Di Pederobba

## Storia e significato
L'architetto Camille Montagne concepì il complesso monumentale come una maestosa muraglia di pietra, simboleggiante l'offensiva avversaria fermata grazie al sacrificio dei soldati francesi. Il sacrario ricorda la fratellanza militare italo-francese e fu inaugurato simultaneamente al Sacrario Italiano di Bligny, in Francia, che custodisce le spoglie di 3453 soldati italiani caduti durante il conflitto.
La 47ª divisione francese, commemorata qui, fu protagonista della cruciale battaglia del 30 dicembre 1917, durante la quale riuscì a riconquistare il Monte Tomba. Questo luogo di memoria simbolizza l'unità fra le nazioni e la cooperazione durante un periodo cruciale della storia.

## Architettura e simbolismo
Il complesso monumentale è arricchito da un'imponente muraglia contenente loculi che custodiscono le spoglie di circa 1000 soldati francesi, di cui dodici rimaste ignote. In primo piano, due maestose statue raffigurano la Madre Italia e la Madre Francia, uniti nel dolore mentre sorreggono il loro figlio caduto sulle ginocchia. Questa rappresentazione simbolica sottolinea la maternità dolorosa ma orgogliosa delle nazioni coinvolte.

## Contributo francese e solidarietà
Il contingente francese, tra il 1917 e il 1918, fornì un supporto cruciale alle truppe italiane impegnate sul Monte Tomba e Monfenera. La battaglia del 30 dicembre 1917, guidata dalla 47ª divisione francese, risultò decisiva nel respingere gli austro-ungarici dalla linea di cresta Tomba-Monfenera. Questo contributo significativo fu parte di uno scambio militare tra Italia e Francia, durante il quale gli italiani inviarono il 2º Corpo d'Armata in aiuto all'esercito francese, dopo la disastrosa sconfitta di Caporetto.

## Commemorazioni
Ancora oggi, il Sacrario Francese di Pederobba rimane un luogo di riflessione e commemorazione. Ospita cerimonie annuali che coinvolgono comunità locale, forze armate e rappresentanti francesi, consolidando il legame tra le nazioni. Il sacrario è aperto al pubblico, permettendo ai visitatori di esplorare la storia e rendere omaggio ai caduti.